# Закон оборотності біосфери
Закон оборотності біосфери, один з трьох законів, сформульований П. Дансеро (1957), згідно з яким біосфера після припинення впливу на її компоненти антропогенних факторів обов'язково прагне завоювати «втрачені позиції», тобто зберегти (відновити) свої  екологічну рівновагу і стійкість. Так, занедбані сільськогосподарські поля поступово (шляхом  сукцесії) повертаються у стан дикої природи.

## Основні праці П. Дансеро
- Dansereau P.M. The scope of biogeography and its integrative levels // Rev. Canad. Biol. — 1951. — Vol. 10, N 1. — P. 8-32.
- Dansereau P.M. Biogeography; an ecological perspective. — N. Y. : Ronald Press Co, 1957. — 394 p.
- Dansereau P.M. A universal system for recording vegetation // Contrib. l'Inst. botan. l'Univ. Montréal. — 1958. — N 72. — P. 1-57.
- Dansereau P. Essai de classification et de cartographie écologique des espaces. — Québec : Lab. d'écol. forest., Univ. Laval, 1985. — xiv, 146 p.
- Dansereau P., Lems K. The grading of dispersal types in plant communities and their ecological significance // Contrib. l'Inst. botan. l'Univ. Montréal. — 1957. — N 71. — P. 1-52.